# .hm
.hmはオーストラリア領のハード島とマクドナルド諸島に割り当てられている国別コードトップレベルドメイン(ccTLD)である。しかし、ハード島とマクドナルド諸島は無人島であるため、ほとんど使用されない。